# Домброва-Жечицька
Домброва-Жечицька (пол. Dąbrowa Rzeczycka) — село в Польщі, у гміні Радомишль-над-Сяном Стальововольського повіту Підкарпатського воєводства.
Населення — 456 осіб (2011).
У 1975-1998 роках село належало до Тарнобжезького воєводства.

## Демографія
Демографічна структура станом на 31 березня 2011 року:
|          | Загалом | Допрацездатний вік | Працездатний вік | Постпрацездатний вік |
| -------- | ------- | ------------------ | ---------------- | -------------------- |
| Чоловіки | 225     | 43                 | 154              | 28                   |
| Жінки    | 231     | 48                 | 131              | 52                   |
| Разом    | 456     | 91                 | 285              | 80                   |